# 阿尔弗雷多·皮托
阿尔弗雷多·皮托（義大利語：Alfredo Pitto，1906年5月25日—1976年10月16日），意大利男子足球运动员，司职中场。他曾代表意大利国家队参加1928年夏季奥林匹克运动会足球比赛，获得一枚铜牌。